# 10157 Asagiri
10157 Asagiri este un asteroid din centura principală de asteroizi.

## Descriere
10157 Asagiri este un asteroid din centura principală de asteroizi. A fost descoperit pe 27 noiembrie 1994 la Ōizumi de Takao Kobayashi. El prezintă o orbită caracterizată de o semiaxă mare de 2,37 ua, o excentricitate de 0,06 și o înclinație de 7,3° în raport cu ecliptica.